# Liste der Bodendenkmale in Lanitz-Hassel-Tal
In der Liste der Bodendenkmale in Lanitz-Hassel-Tal sind alle Bodendenkmale der Gemeinde Lanitz-Hassel-Tal und ihrer Ortsteile aufgelistet. Grundlage ist die Veröffentlichung der Landesdenkmalliste mit Stand vom 25. Februar 2016. Die Baudenkmale sind in der Liste der Kulturdenkmale in Lanitz-Hassel-Tal aufgeführt.
| Denkmal-ID | Fundart             | Ortsteil      | Bezeichnung                        | Zeitstellung | Lage                                                                    | Bemerkungen | Bild |
| ---------- | ------------------- | ------------- | ---------------------------------- | ------------ | ----------------------------------------------------------------------- | --- | ---- |
| 428300686  | besonderer Stein    | Spielberg     | Wegstein, eventuell Menhir         | Mittelalter  | nördlich vom Horchberg (Lage)                                           | diverse Steine, z. T. mögliche Menhirfragmente, auch Wegsteine                                                                       |      |
| 428300683  | Befestigung > Burg  | Spielberg     | Burg „Spielberg“                   | Mittelalter  | nördlich vom Ort, südlich vom Hoch-Berg, im Wald ()                     | zwei Gräben links/rechts von Weg erkennbar, 1 Steinpflaster? In Gruben mit Steinen befestigte – keine Wallstrukturen                 |      |
| 428300684  | Grabmal > Grabhügel | Spielberg     | Grabhügel                          | undatiert    | 830 m N vom Ort, am Rand des Waldes südöstlich vom Horchberg (Lage)     | möglicher Grabhügel am Waldrand |      |
| 428300151  | Grabmal > Grabhügel | Spielberg     | Grabhügel                          | Bronzezeit   | 0,8 km nordwestlich vom Ort (Lage)                                      | kleiner Grabhügel, max. 10 m Durchmesser, unter 1 m Höhe                                                                             |      |
| 428300685  | Grabmal > Grabhügel | Spielberg     | Grabhügel                          | Bronzezeit   | westlich vom Ort „Untern Liebgen“ ()                                    | nur eine sehr leichte Bodenwelle auf Acker                                                                                           |      |
| 428300160  | Grabmal > Grabhügel | Hohndorf      | Grabhügel „Überholz“               | Bronzezeit   | 1,2 km südöstlich vom Ort (nördlich vom Ziegengraben) (Lage)            | |      |
| 428300177  | Grabmal > Grabhügel | Niedermöllern | Hügelgräbergruppe (vier Grabhügel) | Neolithikum  | 1,0 km östlich vom Ort im „Schenkenholz“ (Lage)                         | |      |
| ?          | besonderer Stein    | Niedermöllern | Napoleonstein                      | 1863         | 2,0 km östlich vom Ort hinter Waldgebiet „Göttersitz“, ehem. OBD (Lage) | Stein selbst nicht mehr nachweisbar, ausgewiesenes Naturschutzgebiet, Wander- und Aussichtspunkt oberhalb der Weinberge an der Saale |      |